# Sky Lancer
Sky Lancer (スカイランサー?, Sukai Ransā) è un videogioco arcade di genere sparatutto a scorrimento, sviluppato da Orca Corporation e pubblicato nel 1982 in Giappone da Esco Trading. Il titolo venne distribuito anche in Nord America da Venture Line.
Nonostante ci fu un accordo tra Tigervision e Orca per portare questo titolo sulle piattaforme del periodo, tale porting non vide mai la luce.

## Modalità di gioco
Il giocatore veste i panni di Sky Lancer, un astronauta che si muove tramite il joystick a otto direzioni e spara con il suo fucile laser premendo il pulsante. Egli si lancia nello spazio e incontra prima delle mine spaziali che deve distruggere, seguite da un viaggio attraverso un campo di lanciamissili che diventano più precisi man mano che la sessione procede. Si trova quindi di fronte alla sfida galattica definitiva, un duello all'ultimo sangue con un robot rosso, che se viene sconfitto regala al giocatore un bonus; se il giocatore però non riesce a batterlo, il robot si ritirerà (il livello viene comunque superato ma non verrà assegnato alcun bonus).
Ogni quattro ordinari livelli vi è anche una fase bonus a schermata fissa, in cui l'astronauta combatte in cima alla sua astronave, distruggendo quanti più alieni possibile.
Se Sky Lancer entra in collisione con un nemico o viene colpito da un proiettile, perde una vita. Il gioco finisce una volta che le vite a disposizione del giocatore sono esaurite.

## Accoglienza
In Giappone, la rivista Game Machine elencò Sky Lancer nel numero del 1º giugno 1983 come l'ottava unità arcade di maggior successo del mese.